# Парк імені Тараса Шевченка (Ніжин)
Парк імені Тараса Шевченка — парк у Ніжині Чернігівської області. Площа — 6 га.

## Історія
1884 року було виділено під Миколаївський парк 8,8 десятин пустира по Київській вулиці (нині Шевченка) — колишній Ярмарковій площі. Але через брак коштів тоді у 1894—1896 роки було засаджено лише 3,5 десятин садівником І. Ф. Оузким. У 1894 році територія парку була огороджена. Висаджували клен, каштан, граб, ясен, липа, тополя (пірамідальна, срібляста, канадська). У 1906 році на території парку споруджено приміщення Ніжинського літнього театру (вул. Київська, будинок № 12), де гастролювали Заньковецька, Садовський, Саксаганський та інші.
1917 року парк отримав сучасну назву — на честь українського поета Тараса Григоровича Шевченка.
Літній театр був зруйнований під час німецько-радянської війни у 1942 році. У повоєнні роки додатково було висаджено дерева, відкрито літній театр. Працювали атракціони, спортивний комплекс.
Передбачається оновлення парку.
За результатами конкурсу, організованому міськрадою, що тривав у травні — червні 2021 року 100 тисяч гривень за ескіз проєкту реконструкції парку імені Тараса Шевченка отримала архітекторка з Полтави Ольга Завора. Згідно з ескізом, напис «Парк імені Шевченка» та пам'ятник українському поетові при вході в парк залишаться, їх підкреслить вхідна група. Планується розчищення озера, в центрі якого збудують ротонду. Зонування в парку залишиться незмінним — там будуть спортивні майданчики, атракціони і кафе. Сам парк Шевченка в Ніжині не реконструювали щонайменше 30 років. Який вигляд він матиме після реконструкції читайте далі.

## Опис
Парк обмежують вулиці Шевченка та Кушакевичів (Лащенка), територія Ніжинського агротехнічного інституту НУБіП.
У 1991 року у парку встановлено Пам'ятник Тараса Шевченка — пам'ятка монументального мистецтва місцевого значення.